# Knut Erik Tranøy
Knut Erik Tranøy, född 10 december 1918 i Oslo, död 19 mars 2012, var en norsk filosof, professor i filosofi vid Oslo Universitet 1979-1986 och i medicinsk etik 1986–1989 vid samma universitet.

## Svenska översättningar
- Filosofi och vetenskap (Filosofi og vitenskap) (tillsammans med Trond Berg Eriksen och Guttorm Fløistad) (översättning Gunnar Sandin) (Studentlitteratur, 1992-1994
- Medicinsk etik i vår tid (Medisinsk etikk) (översättning Jeanette Emt, Studentlitteratur, 1993)